# Metacirolana mbudya
Metacirolana mbudya är en kräftdjursart som beskrevs av Bruce1981. Metacirolana mbudya ingår i släktet Metacirolana och familjen Cirolanidae. Inga underarter finns listade i Catalogue of Life.